# Chiesa di Santa Maria della Vittoria (Messina)
La chiesa di Santa Maria della Vittoria è stata una chiesa di Messina. Assieme all'adiacente monastero delle monache di Santa Maria della Vittoria o monastero pro muliebris reparatis et refugiatis seu reparandis et refugiandis. Quest'ultimo edificio assume il medesimo titolo del primitivo luogo di culto, l'insieme delle costruzioni erano ubicate nel quartiere dei Gentiluomini.

## Storia
Sunto estratto dalla relazione circa la sacra regia visita di monsignor Giovanni Angelo de Ciocchis a Messina. Tra il 1741 e il 1743 l'incaricato regio compie per conto del sovrano di Sicilia Carlo III una ricognizione generale di benefici e beni religiosi soggetti a patronato regio, all'interno dell'intero territorio siciliano e contemplati nella raccolta di atti e documenti denominati "Acta e Monumenta".
«Il Monastero delle monache di Santa Maria della Vittoria fu commissionato per volontà del defunto don Mario Cariddi, nobile messinese e maestro Rationale del Real Patrimonio, il patrizio decide la realizzazione a Messina di un "... monastero pro muliebris reparatis et refugiatis seu reparandis et refugiandis ...". Il 18 agosto del 1648 negli atti del notaio Giuseppe Zamparrone di Palermo, con gli interessi maturati in dieci anni dalla sua eredità, dispose si fabbricasse in Messina un monastero che dovesse stare in perpetuo sotto la cura, il governo, l'amministrazione e la protezione Senato di Messina. Il diritto riconosciuto al Senato è posto in essere da Pedro Manuel Colón de Portugal, duca di Veragua, Viceré del Regno di Sicilia, che affida l'erezione di detto monastero a don Sancio de Miranda, Generale della Piazza di Messina. Il fabbricato costruito nel quartiere dei Gentiluomini e aggregato alla chiesa di Santa Maria della Vittoria, dal quale assume il titolo. Per l'acquisto del sito e la fabbrica dell'immobile si spesero scudi undicimila, nel frontespizio e sopra la porta del parlatorio si apposero le insegne delle armi Reali e una targa marmorea commemorativa.»